# Sensweiler
Sensweiler é um município da Alemanha localizado no distrito (Kreis ou Landkreis) de Birkenfeld, na associação municipal de Verbandsgemeinde Herrstein-Rhaunen, no estado da Renânia-Palatinado.